# Мирабело Санитико
Мирабело Санитико (итал. Mirabello Sannitico) је насеље у Италији у округу Кампобасо, региону Молизе.
Према процени из 2011. у насељу је живело 1538 становника. Насеље се налази на надморској висини од 557 м.

## Становништво
| 1936. | 1951. | 1961. | 1971. | 1981. | 1991. | 2001. | 2011. |
| ----- | ----- | ----- | ----- | ----- | ----- | ----- | ----- |
| 2.702 | 2.682 | 2.163 | 1.616 | 1.602 | 1.741 | 1.812 | 2.157 |